# Historia de Caracas

Primer Sello de Armas que existió en la Capitanía General de Venezuela fue el concedido por Felipe II, el 4 de septiembre de 1591, a la ciudad de Santiago de León de Caracas, y el título de Muy Noble y Leal Ciudad, con tratamiento de Señoría y Privilegio, y preeminencia de Grande, como cabeza y metrópoli de la Provincia de Venezuela. El Escudo de Armas consiste en: un león pardo rampante, en un campo de plata, que tiene entre sus brazos una venera de oro con la cruz de Santiago, y por timbre una corona de oro con cinco puntas, todo exornado con trofeos de guerra.
Por Real Cédula de Carlos III, el 13 de marzo de 1766, se concede al Escudo de Armas de Caracas, llevar una orla con la siguiente inscripción:
"Avemaría Santísima, sin pecado concebida en el primer instante de su ser natural".

Caracas, fundada como Santiago de León de Caracas, es la Capital Federal de Venezuela, así como su centro administrativo, financiero, comercial y cultural, además de asiento de los Poderes Públicos de la Nación.
Los españoles descubrieron las costas venezolanas a finales del siglo XV (1498) y comenzaron con su colonización en estas regiones. Pero no fue sino hasta el siglo XVI, en 1558, que se aventuraron a expandir su colonización a otras áreas, haciéndose el primer intento en lo que hoy es conocido como la ciudad de Caracas. Antes de la llegada de los españoles, el territorio donde hoy se encuentra la ciudad estaba habitado por indígenas caribes. Estos al igual que otros aborígenes de Venezuela eran defensores de su libertad, de sus tradiciones y de sus costumbres familiares.
El nombre Caracas proviene de la hierba consumida por la tribu Toromaima que habitaba uno de los valles costeros contiguos a la actual ciudad por el norte, el Valle de los Caracas, topónimo aún vigente, que por ser indios conocidos y tratados por los españoles asentados en la isla perlífera de Cubagua en sus expediciones a esas costas entre 1528 y 1540, se hizo palabra usual entre estos españoles del oriente del país como topónimo de referencia para toda la zona y con ello se generalizó el nombre a las tierras del área de Caracas.

## Crecimiento de Caracas
La ciudad experimentaría un gran crecimiento dando oportunidades y riquezas, convirtiéndose 10 años después de su fundación en cabeza de la provincia, ya que debido al clima y a su efectiva defensa montañosa contra corsarios y piratas, el gobernador Juan de Pimentel la hace su residencia, cuando llega a Venezuela desembarcando en Caraballeda, ciudad vecina en la costa, en 1576. Dicha residencia en Santiago de León implicó en la práctica el tercer cambio de la capital administrativa de la provincia de Venezuela, de Coro en la costa occidental del país (ciudad fundada en 1527) a El Tocuyo en 1545 y después a Caracas en 1578. 
Desde entonces esta ciudad mantuvo la capitalidad de la provincia de Venezuela o de Caracas y a finales del siglo XVIII, con los cambios administrativos realizado por el Imperio español lo sería de la Capitanía General de Venezuela, conformada por las Provincias de Nueva Andalucía (Cumaná), Provincia de Mérida-Maracaibo, Provincia de Trinidad, Provincia de Margarita, Provincia de Barinas, Provincia de Guayana y la propia Provincia de Caracas o de Venezuela,

## Primer plano de la ciudad

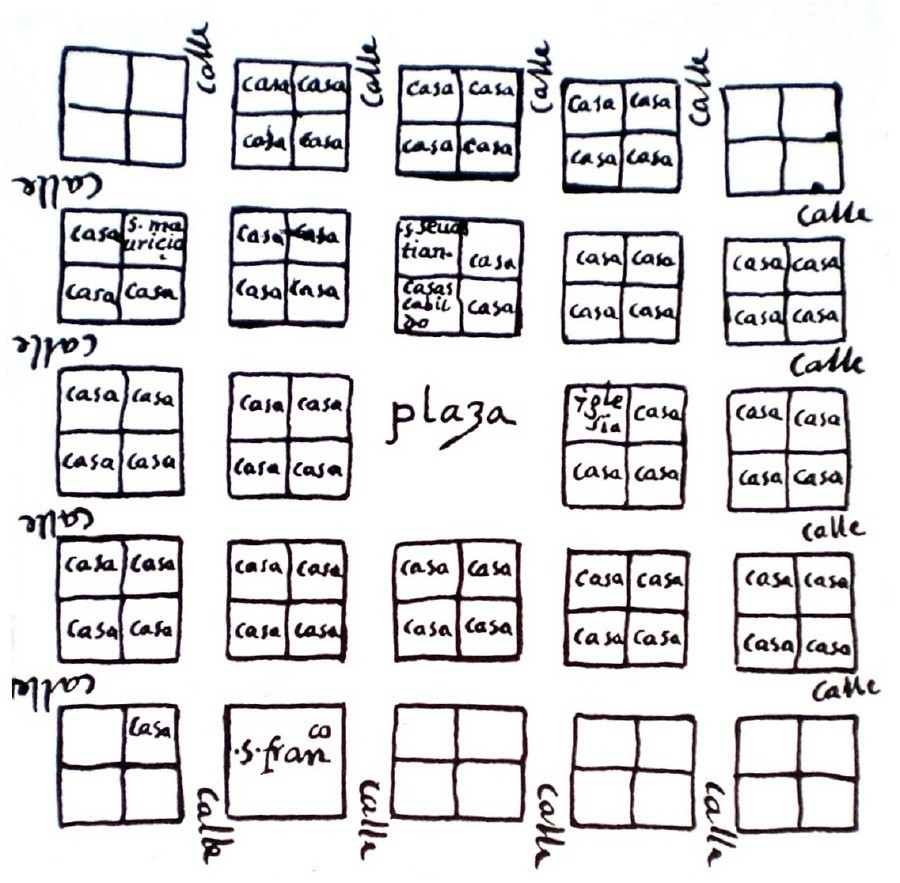
Primer plano urbano de Caracas.

Ya en 1577 el propio Juan de Pimentel había dibujado el primer plano urbano de la ciudad, diseñado de acuerdo con las Ordenanzas de Felipe II que establecían minuciosamente las dimensiones de las calles, plazas, cuadras o manzanas y la disposición ortogonal de toda la ciudad, indicando la forma como debería ensancharse con el tiempo. En 1568 la ciudad nace con alrededor de 40 vecinos. 
En 1576 llegan los primeros franciscanos a fundar el convento de San Francisco y hacia 1600 la iglesia de San Francisco, anexa al convento, de calicanto y piedra sólida, ya dominaba el paisaje de la ciudad, dejando en segundo orden a la antigua Iglesia Mayor, actualmente Catedral de Caracas.
El Plano de Pimentel de 1578, único que se conserva de la traza de la ciudad hasta 1760, muestra una pequeña ciudad castellana ordenada por cuadras en cuadrícula con 4 calles y 25 cuadras alrededor de una Plaza Mayor, como era norma en las ciudades hispanas de Indias.
La Contaduría Real se acuerda trasladarla de Barquisimeto a Caracas en 1586, haciendo entonces a Caracas sede también de la Real Hacienda de la provincia.
El obispo Ágreda se traslada a Caracas hacia 1576 y allí vive hasta su muerte en 1583.

## Fundaciones

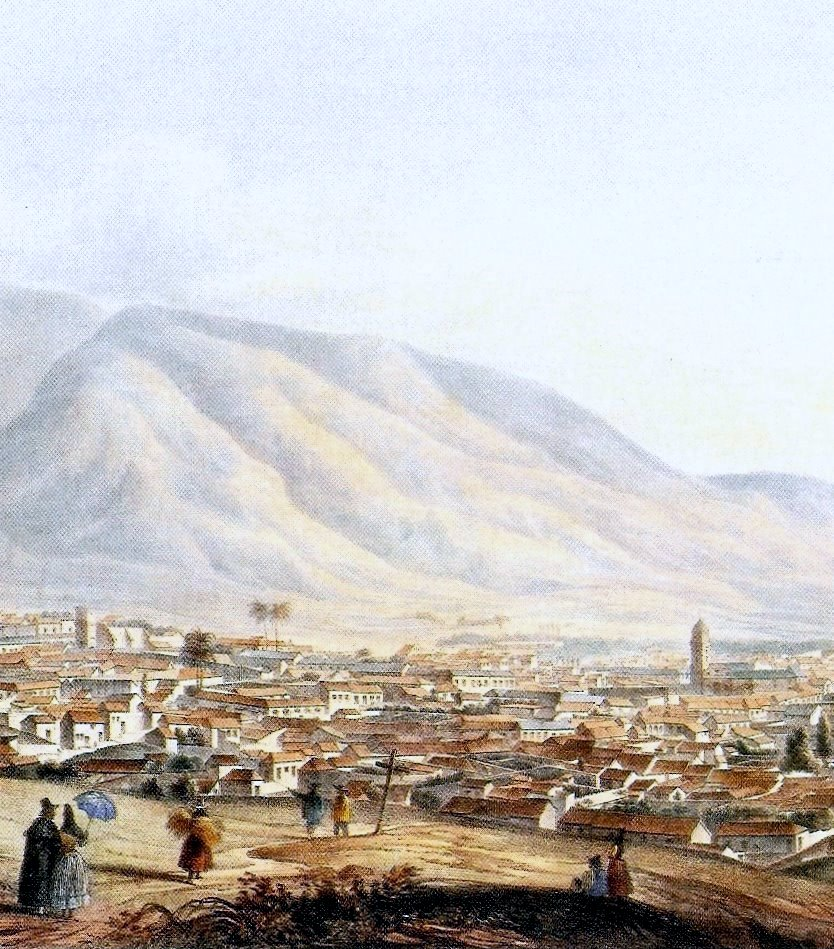
Vista de Caracas (1839).

En 1595 la ciudad es tomada por única vez en su historia por el corsario inglés Amyas Preston, que la quema reduciéndola a cenizas.
En 1597 se funda el Convento de San Jacinto, en la esquina actual de ese nombre.
En 1636 el Convento de Monjas, en la actual esquina de Monjas, sede de la Asamblea Nacional.
Por esa época 5 grandes acequias de agua bajaban del río Catuche a la Caja de Agua, o depósito de agua, recorriendo las cuadras de norte a sur, para satisfacer las necesidades hídricas de los solares y vecinos.
En 1641 ocurre el destructivo Terremoto de San Bernabé, que acabó con todo lo construido hasta entonces en la ciudad. La reconstrucción será lenta y trabajosa.
La ciudad se enriquece y mejora con el comercio de cacao que los Mantuanos hacen con México. Un antiguo privilegio real, obtenido en 1560, antes de la fundación de la ciudad, permite con el tiempo a los alcaldes de Caracas gobernar "en nombre del rey" cuando el gobernador titular fallece, y ejercerlo hasta la llegada del nuevo gobernador, lo que hace en la práctica –a estos alcaldes– Gobernadores temporales de la provincia. Privilegio que ejercieron muchas veces, en contra de otros gobernadores provisionales que enviaba la Real Audiencia de Santo Domingo para suplir mientras tanto la ausencia del nuevo titular que tenía que venir de España.
En 1655 los mercedarios fundan definitivamente convento, luego de varios intentos previos, y erigen la Iglesia de La Merced, al norte de la ciudad.
En 1678 una muralla defensiva de recinto se comienza a fabricar, circundando la ciudad, por el temor a los corsarios franceses que más de una vez han intentado tomarla, aunque no pasaron nunca del puerto de La Guaira.
A los restos de este proyecto de muralla y defensas militares que jamás se terminó se deben nombres de esquinas de Caracas que aún perduran, como las de Luneta y la esquina del Reducto.
A inicios del siglo XVIII un nuevo barrio de isleños canarios, la La Candelaria, al este de la ciudad, alberga gran parte de los inmigrantes canarios que como "blancos de orilla" hacían las labores que despreciaban los Mantuanos, o blancos originarios, hijos de los descendientes de los conquistadores.
En 1723 un patricio mantuano, José de Oviedo y Baños, publica la célebre Historia de la conquista y población de la Provincia de Venezuela, primera obra bibliográfica criolla, en la que se narra épicamente los orígenes y fundación de Caracas.
La peste de viruela de 1760-65 acaba con gran parte de los habitantes de las barriadas pobres de la ciudad.
A inicios del siglo XIX la ciudad contaba con alrededor de 30 000 habitantes.
Realmente las dos grandes explosiones demográficas y urbanísticas se produjeron en el siglo XVIII y en 1950, esta última la más impresionante y causante de la actual estética urbanística de la ciudad.

## Terremotos de Caracas

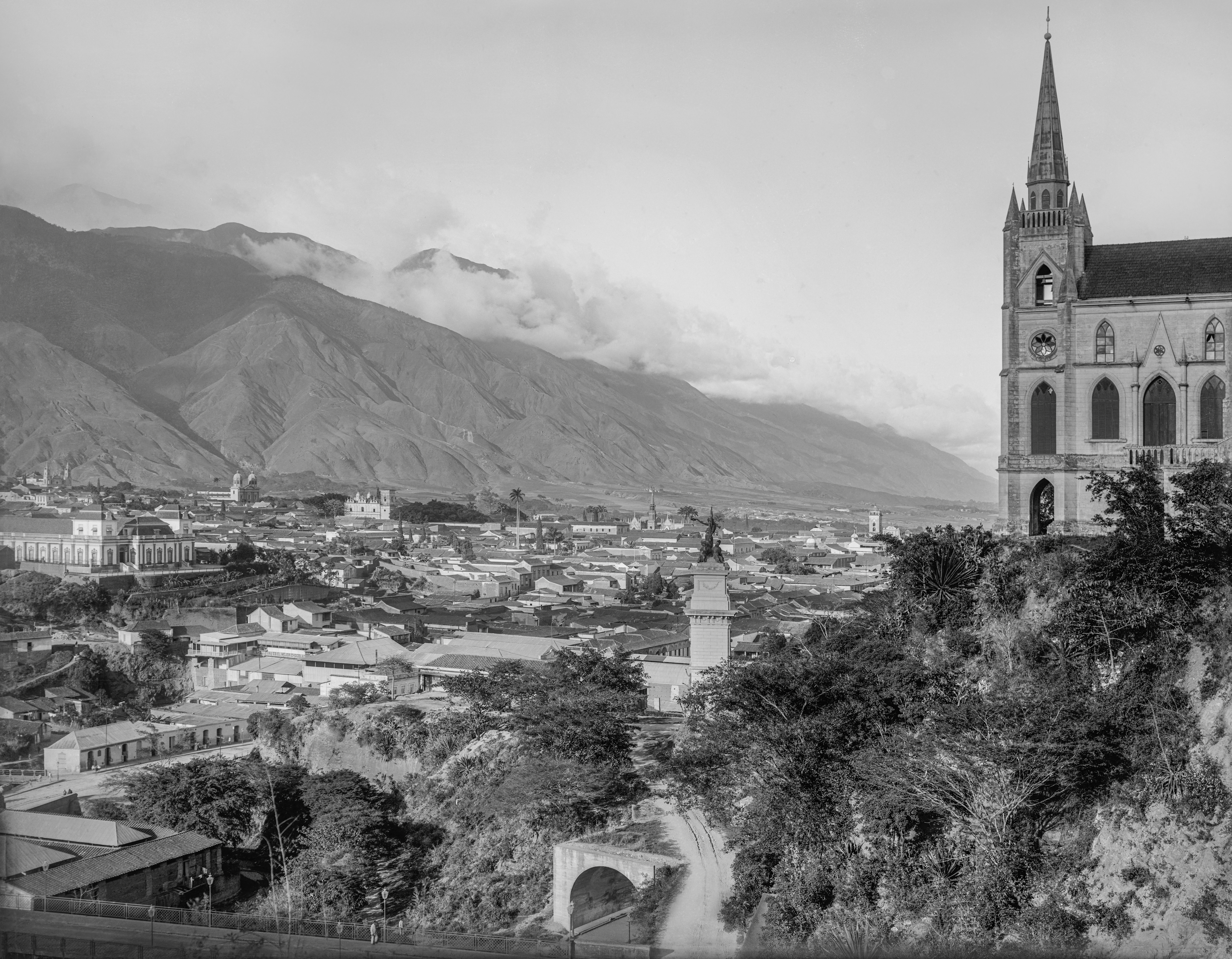
Caracas a principios del siglo XX.

La ciudad ha sufrido de varios terremotos a lo largo de su historia. Además del terremoto de San Bernabé en junio de 1641, y el de 1786, el 26 de marzo de 1812 la ciudad fue destruida casi en su totalidad y murieron más de 10 000 personas, el terremoto de Caracas del 29 de octubre de 1900 y en el de 1967 murieron 277 personas y numerosos edificios sufrieron daños.
A raíz del terremoto de 1812, en plena Guerra de Independencia de Venezuela, las autoridades religiosas, pro-realistas en su inmensa mayoría, aprovechaban el fenómeno para sugestionar al pueblo, argumentando que el terremoto era un castigo divino contra los patriotas que intentaban emancipar a Venezuela, a lo que Bolívar, comprendiendo el peligro de tan nociva propaganda a favor del rey español, indignado respondió con la célebre exclamación: 

Si la Naturaleza se opone, lucharemos contra ella, ¡y haremos que nos obedezca!
En ruinas del monasterio de San Jacinto Simón Bolívar

Luego del desastre del terremoto de 1812 y los estragos de la Guerra de Emancipación y Federal, hacia el último tercio del siglo XIX, Antonio Guzmán Blanco, un presidente ilustrado e influenciado por el afrancesamiento general de la época, impulsa una serie de cambios urbanos y construcciones nuevas, derribando los viejos y hermosos conventos de estilo hispano y construyendo en su lugar edificios como el Capitolio Nacional o Palacio Federal Legislativo (sede de la actual Asamblea Nacional), la Universidad de Caracas y otras construcciones cívicas, dándole a la ciudad el aire de eclecticismo neoclásico actual en sus más antiguas edificaciones supervivientes.

## Personas destacadas
Caracas es la ciudad natal de Simón Bolívar, el Libertador de Venezuela, quien naciera en una casa entre las esquinas de San Jacinto y Traposos el 24 de julio de 1783 y le diera la libertad a seis países sudamericanos. Desde 1921, su casa natal es conservada como museo. Otros hijos célebres de Caracas son Francisco de Miranda, hispanoamericano universal precursor de la independencia de América, además de ser el único americano que aparece en el histórico Arco del Triunfo de París, Francia. También figuran Andrés Bello, fundador de la Universidad de Chile y Simón Rodríguez, quien por aquellos tiempos de libertad se desempeñó como ministro de la cultura de la naciente Bolivia; estos dos últimos fueron maestros del Libertador.

## Cuatricentenario de la fundación

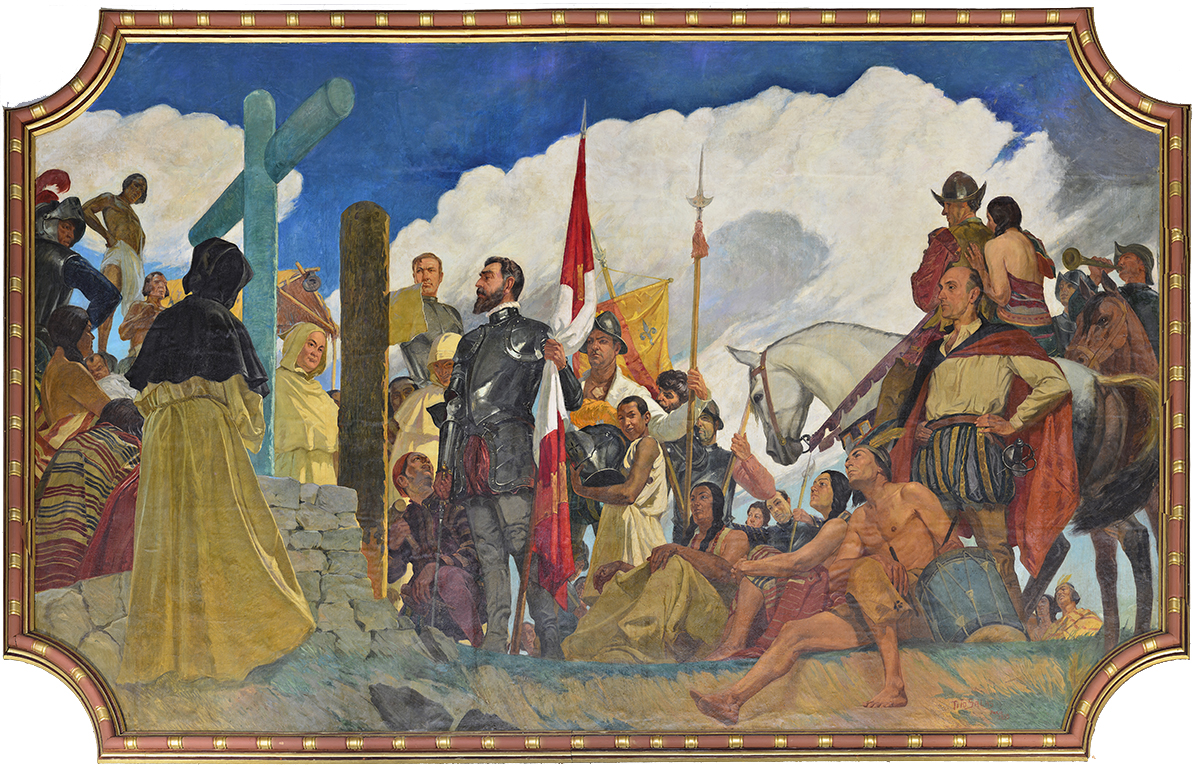
Fundación de Caracas, obra de Tito Salas en el Panteón Nacional.

La polémica suscitada en la Comisión organizadora del Cuatricentenario de la Fundación de Caracas con anterioridad a 1967, sobre la fecha de fundación de la ciudad capital, originó una serie de opiniones que los historiadores de entonces expusieron en las sesiones de la Academia Nacional de la Historia. En las reuniones, se discutieron conclusiones que por muy bien documentadas y apoyadas que estuvieran en viejos datos cabildantes y escritos cronísticos, no todos de fiabilidad, ninguna arrojó nuevas luces sobre la fecha exacta de la fundación. 
La ponencia de la “Fundación John Boulton”, basada en el Acta del Cabildo caraqueño del 14 de abril de 1590 y otros documentos, que de imprecisos se pueden catalogar, puesto que no reflejan ni el día ni el año de la fundación, apuntaba establecerla en el año 1566.
La mayoría de los ponentes e investigadores que conformaban la Comisión Organizadora, en sesiones anteriores a 1967 (excepto Luis R. Oramas) hacen tímidas referencias a la fundación del hato de Francisco Fajardo y al acto protocolar de Juan Rodríguez Suárez de convertir en “villa de San Francisco” al hato de Fajardo, pero casi todos los ponentes defienden acaloradamente la fecha fundadora de 1567 y a Diego de Losada como el indiscutible fundador de la capital de Venezuela.
A pesar del empeño, la documentación empleada para estas modernas afirmaciones, no se puede dar como fiable, puesto que los datos reflejados, tanto históricos como municipales, se asentaron muchos años después del acto fundador, y lógicamente sus posibles errores, vaguedades e imprecisiones (unido a que las primeras actas del Cabildo caraqueño que se conservan son de 1573, y que además fueron copiadas durante el siglo XVIII y se perdieron los originales), en nada esclarecen la fecha fundadora del 25 de julio de 1567, puesto que en la comunicación que el gobernador Ponce de León envía a España el 15 de diciembre de ese mismo año, y sin mencionar la palabra fundación, simplemente dice que: 

Losada, con la gente que llevó, tiene poblado los dos pueblos que los indios habían despoblado.

Sin darle más vueltas a la fecha refundadora de Losada, ya que es imposible conocerla, se establece que los verdaderos artífices de la creación de la capital venezolana fueron Francisco Fajardo y Juan Rodríguez Suárez, porque a la ligereza de Oviedo y Baños, se debe hoy el error de que se siga asegurando que Diego de Losada es el fundador de Caracas, ya que cuando don José escribió su «Historia de la conquista y población de la Provincia de Venezuela», en vez de llamar “refundador” a Losada, como habían hecho los cabildantes y los viejos cronistas Aguado y Simón, generosamente inmortalizó al zamorano como fundador del asiento caraqueño. 
En los preliminares de la fundación de Caracas, existen noticias y razones evidentes de que Francisco Fajardo y Juan Rodríguez Suárez son los verdaderos fundadores de la capital venezolana. Entre los documentos existentes para apuntalar esta aseveración, pueden consultarse la relación que el gobernador Juan de Pimentel envía al rey en 1578, donde no menciona que Diego de Losada sea el fundador de Caracas y Caraballeda. Es esa relación se puede leer lo siguiente: 

entró en ella por marzo de sesenta y siete, con ciento treynta y seis españoles y pacificó y reedificó los dos pueblos despoblados, y a este de San Francisco llamó Santiago de León y el Collado, que está en la costa de la mar, nuestra señora de Caraballeda poblándolos en el mismo sitio que antes estaban.

Según se desprende de lo anterior, Losada, no fundó ninguna ciudad, sino que reedificó y repobló los dos enclaves que los indios habían destruido cuatro o cinco años antes: la villa de San Francisco y el pueblo costero de El Collado, que aunque después fueron abandonados y arrasados, ya existían desde 1561. Esta puede ser la razón de que no exista el acta de fundación de Caracas, ya que la ciudad capital estaba fundada desde 1561; primero como hato establecido por Francisco Fajardo, y después convertida en villa por Juan Rodríguez Suárez, que nombró alcaldes y regidores y repartió tierras entre sus soldados. Cuando Losada y sus hombres llegaron al lugar en 1566 o 67, encontraron los cimientos y las cenizas de la primitiva población.